# 相川茉穂
相川 茉穂（あいかわ まほ、1999年3月26日 - ）は、日本のモデルであり、日本のアイドルグループ・アンジュルム（旧・スマイレージ）の元メンバーである。神奈川県出身。ENCANTO所属。

## 略歴
- 2013年、モーニング娘。12期メンバー「未来少女」オーディションに応募するが落選。その後、ハロプロ研修生のオーディションに応募して合格する[1]。
- 2014年4月1日、ハロプロ研修生に加入。
- 2014年5月4日、中野サンプラザで行われた『ハロプロ研修生 発表会2014 〜春の公開実力診断テスト〜』にて初お披露目。
- 2014年10月4日、スマイレージの3期メンバーに選出されたことが発表された[2][3]。
- 2014年11月26日、横浜アリーナで行われた、モーニング娘。'14の「道重さゆみ卒業記念スペシャル」において、オープニングアクトとしてスマイレージ（当時）が出演し、3期メンバーとしては初めてお披露目となった。
- 2017年1月11日、ブログおよび公式HPのニュースにて、パニック障害と診断されていたことを明かし、治療のため活動休止することが発表された[4][5]。
- 2017年7月12日、所属事務所からパニック障害による活動休止の延長が発表され[6]、相川もブログでコメントを出した。その中で大学に通っていることを明かしている[7]。
- 2017年12月31日、パニック障害の症状は快方に向かっている一方、アンジュルムとしての活動の可否は不明である状況が続いており、相川自身も「これ以上迷惑をかけられない」としていることから、アンジュルムおよびハロー!プロジェクトを卒業、並びに芸能界を引退した[8]。
- 2018年5月2日、Instagramを開設。
- 2020年10月4日、N・F・Bへの所属が決まり、モデルとして芸能活動を再開。

## 人物
- 加入前からスマイレージの歌が好きで[9]、同グループのメンバー増員を研修生からの昇格によって行われると聞いたときには、その後ずっと「夕暮れ 恋の時間」を聴いていたと語っている。
- 特技はクラシックバレエで、研修生加入時点で約9年間習っていた。アンジュルムとしてのデビュー曲である「乙女の逆襲」では、クラシックバレエをモチーフにした相川のソロダンスパートが取り入れられた[10]。
- 正月には毎年恒例でガレット・デ・ロワを食べる[11]。
- 身長163cm[2]。

### 趣味・嗜好
- 好きな食べ物は、から揚げとゼラチン[12]。特に、から揚げ好きについては、日本唐揚協会から「カラアゲニスト」に認定されている[13]。
- 天体を愛好しており、自身のブログに頻繁に月の画像をアップしていた[14]。毎日家の前で星を眺めたり昨日よりも何個増えたかな〜って星の数を数えたりして、なかなか家に入らないのでお母さんに怒られている[15]。子供の頃にキャンプで知り合った外国人に望遠鏡を見せてもらって以来、天体に興味を持つようになった[14]。
- ウルトラシリーズとウルトラ怪獣を愛好している[16]。2016年には書籍『「怪獣酒場」大図鑑』での対談掲載や雑誌『宇宙船』での連載が実現した[16][17][18]。好きな作品は『ウルトラQ』、好きなウルトラマンはウルトラマンタロウ、好きな怪獣はジャミラをそれぞれ挙げている[16]。

### 家族・交友
- 研修生加入当時、好きなハロプロの先輩として萩原舞（℃-ute）の名前を挙げ[19]、また、将来はスマイレージのようなかわいい[20] ユニットのメンバーになりたいと語っていた[9]。
- ハロー!プロジェクト内の仲の良いメンバーとして、モーニング娘。（12期メンバー）の羽賀朱音及びつばきファクトリーの新沼希空を挙げていた[21]。
- 「ルーシー」と「ミン」という名前の猫を飼っている[11]。
- 一人っ子である[22]。

## 作品

### WEB
- 石元泰博写真展 インタビュー
- HARUTA やってみよう。をやってみる。
- manipuri 「マニプリと私」
- BIGOTRE
- LINE MOOK Toss!
- AT THE VOICE manipuri 夏のスカーフヘアアレンジ講座
- EYESCREAM
- leur logette FESTIVAL

### 雑誌
- anan（マガジンハウス）
- 装苑（文化出版局）

### 広告
- manipuri
- La boutique BonBon
- JINS&SUN #21SUNS

### ラジオ
- J-WAVE『START LINE』
- 調布FM『怪獣ラジオ(昼)』

### 映像作品
- 相川茉穂Blu-ray「Greeting〜相川茉穂〜」[23]（アップフロントワークス）

### 舞台
- 劇団「秦組」 vol.6『くるくると死と嫉妬』（2014年12月3日 - 11日、東池袋あうるすぽっと（豊島区立舞台芸術交流センター）[24]
- 演劇女子部「MODE」（2016年10月1日 - 2016年10月10日、全労済ホール スペース・ゼロ） - 奥山良子 役

### 写真集
- 相川茉穂(アンジュルム)ミニ写真集『Greeting-Photobook-』（2016年10月1日、オデッセー出版）[25]

### 雑誌連載
- 相川茉穂の私、怪獣の味方です - 宇宙船（ホビージャパン）Vol.153からVol.155まで連載[16]。

### 電子書籍
- 【私服グラビア】相川茉穂（アンジュルム）Daily LoGiRL 468（2016年4月29日、LoGiRL、撮影：石垣星児）[26]

### その他
- 相川茉穂のガールフイナム卒業制作
- 『LLR伊藤と椿鬼奴のやっぱし猫が好き！～配信版～』トークイベント
- 吉祥寺PARCO インスタライブ『冬がくる、街にでよう！』